# Convent de l'Encarnació de València
El Convent de l'Encarnació de València, també conegut com a Reial Convent de l'Encarnació del Verb Diví, és un edifici situat al carrer de Balmes, 39-41 del barri de Velluters de Ciutat Vella de València, considerat Bé de Rellevància Local (BRL).

## Història

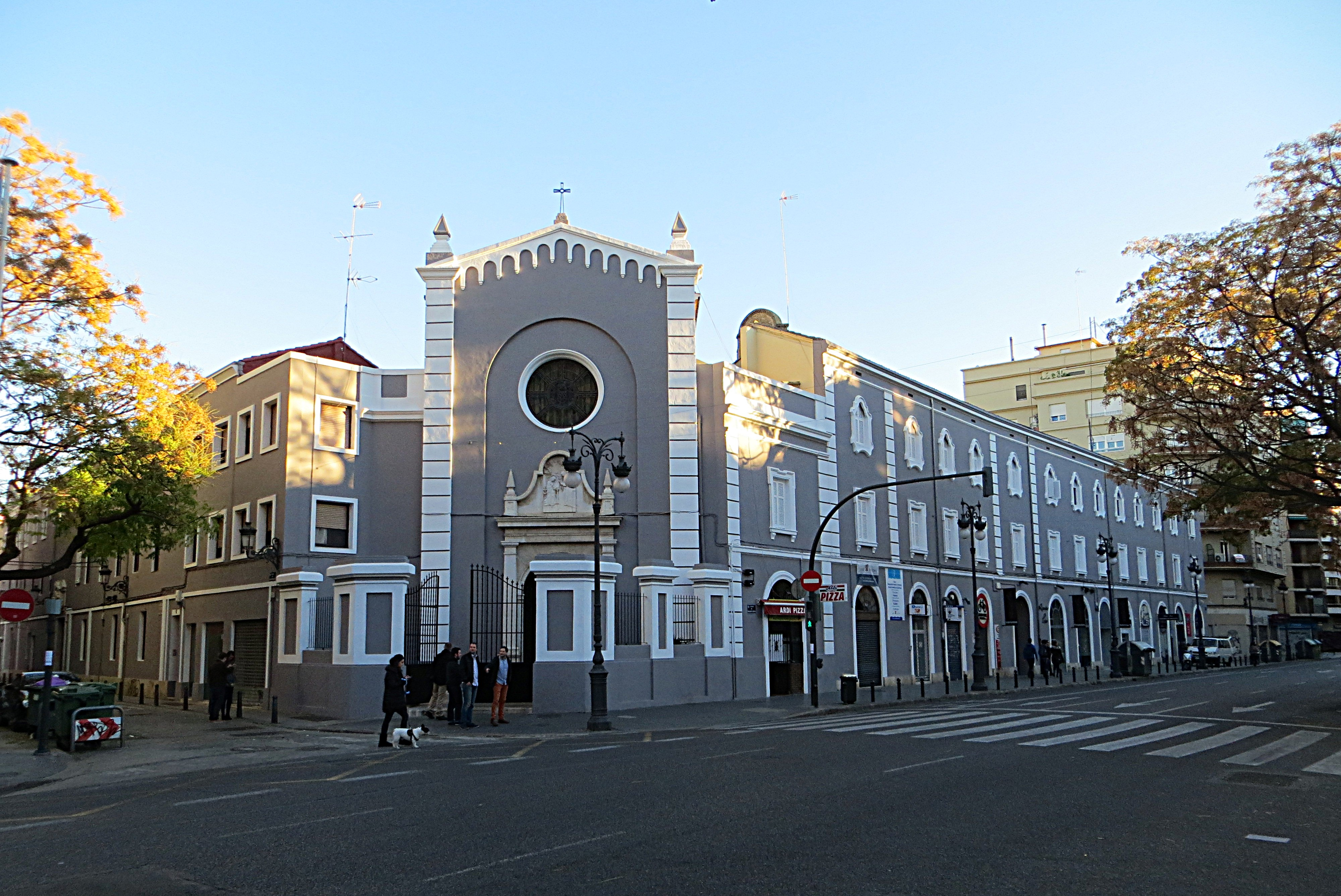
Façana del carrer de Guillem de Castro

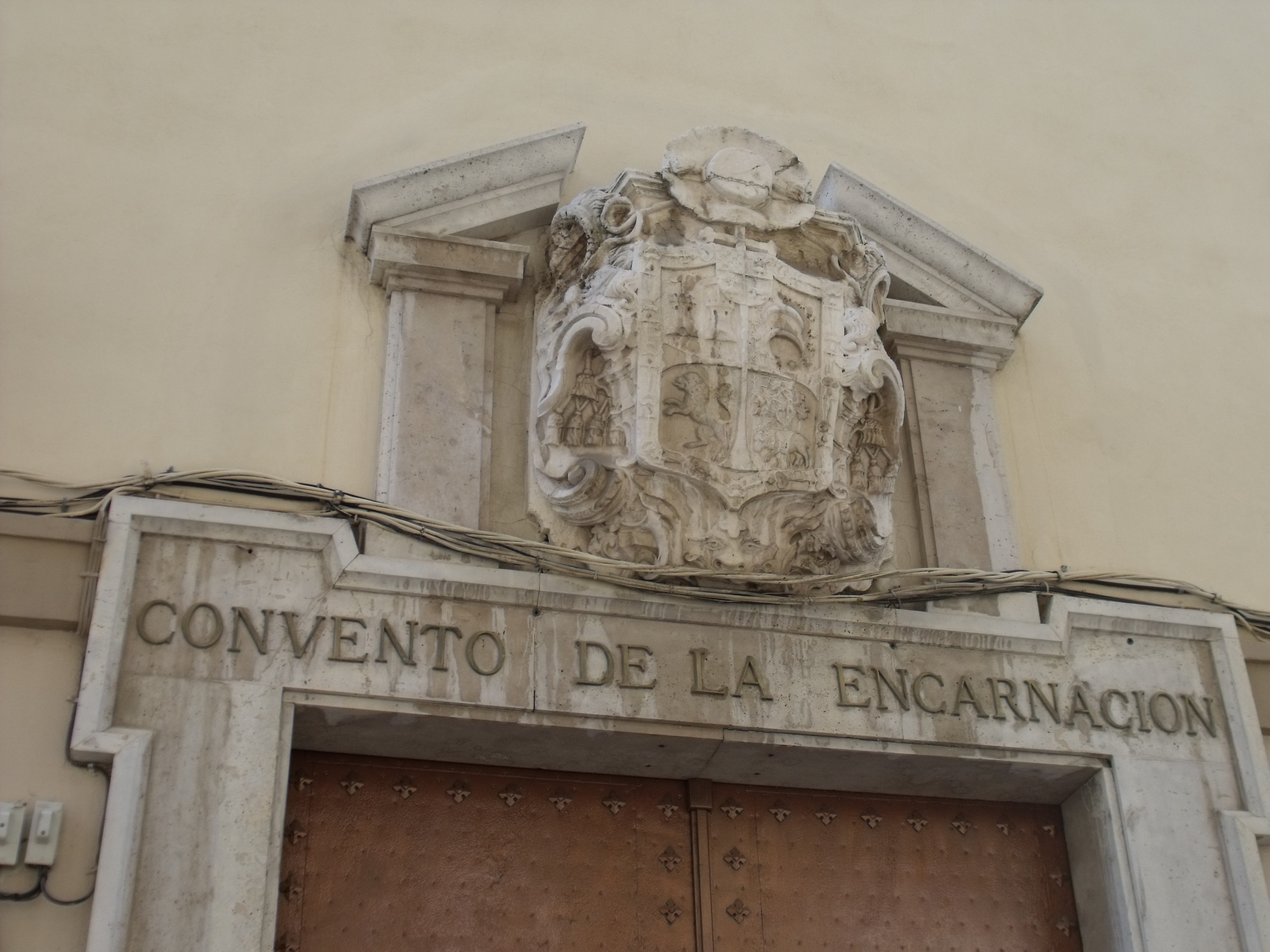
Escut dels Borja

El convent fou fundat en un palau de la família Borja el 6 d'octubre de 1502 pel Prior de la Cartoixa de Valldecrist (Altura), Lluís Mercader, i pel Prior del Convent del Carme, Fray Pedro Estanya. La comunitat inicial comprenia a set religioses valencianes de l'Orde de la Mare de Déu del Mont Carmel, entre d'elles dues familiars de Francesc de Borja IV Duc de Gandia que arribaria a ser General de la Companyia de Jesús. Posteriorment, el bisbe de Sogorb Gaspar Jofré de Borja amillorà i engrandí el convent.
Durant la desamortització de Mendizabal. el convent evità l'exclaustració, subhasta o enderrocament quan la comissió d'arquitectura de la junta d'alienació d'edificis de València va decidir excloure alguns monestirs i convents d'acord a criteris de qualitat artística. L'any 1881, l'arquitecte Antonio Ferrer Gómez dirigí els treballs de reparació i reforma de la façana. Durant la Guerra Civil espanyola, el convent fou destruït totalment per elements afectes al Front Popular. El 1939, finalitzada la contesa, començà la reconstrucció del convent, que finalitzà l'any 1961. Actualment, com que és un convent de clausura on encara viuen vora vint monges, només se pot accedir a l'església.

## Edifici

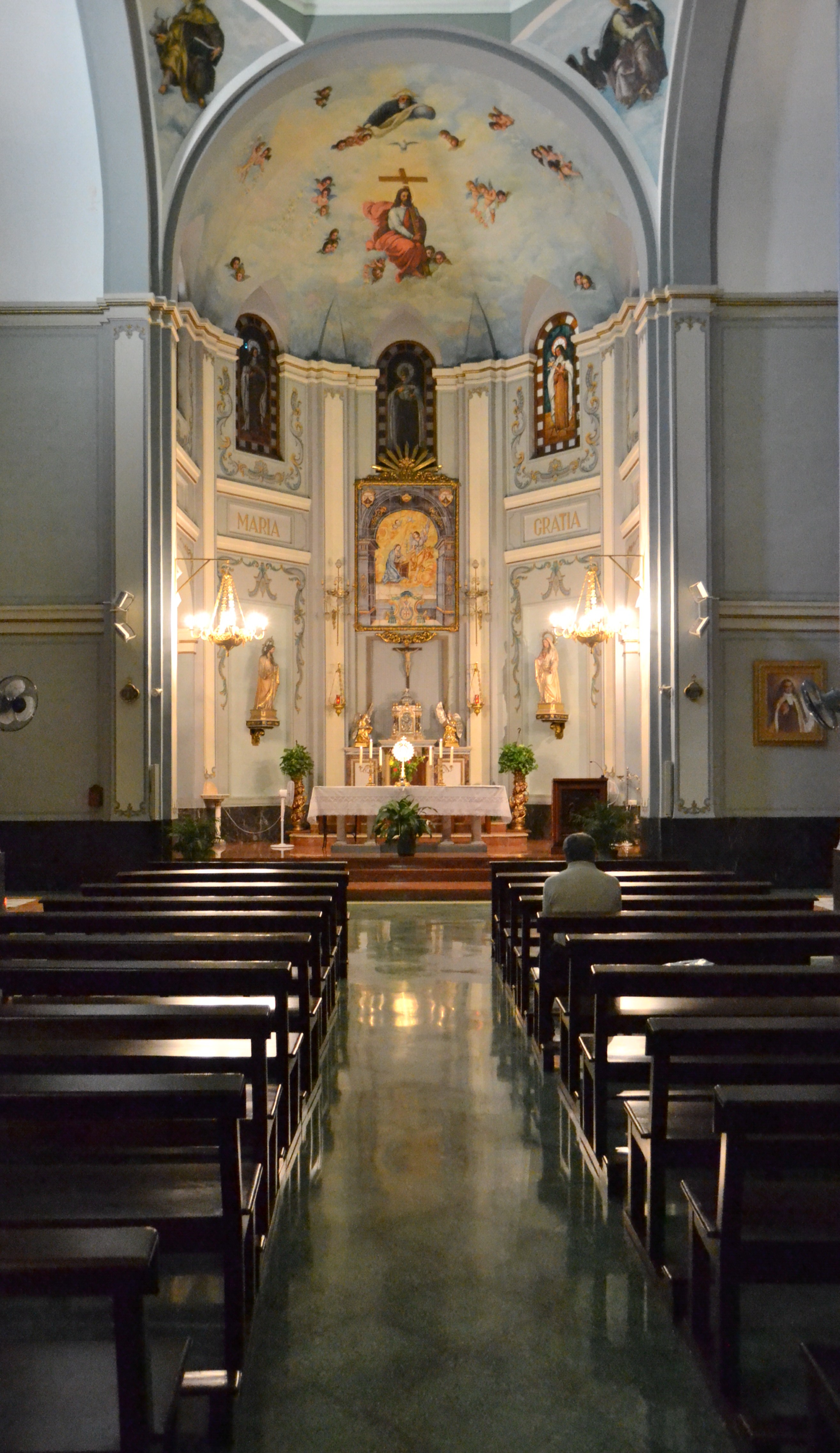
Nau central de l'església

De l'edifici original hui dia no resta res, excepte el portal de pedra del carrer de Balmes amb l'escut familiar dels Borja i una manisa del segle xviii que representa l'Anunciació.
La nova edificació data de l'any 1961 i se compon d'una església, el claustre i un pati-jardí interior, aquest dos últims no accessibles al públic. La façana del carrer de Guillem de Castro presenta un enlluït pla, segmentat per pilastres i impostes, també planes que formen un reticulat on s'inserixen les obertures, totes rectangulars. Els baixos se destinen a locals comercials amb accessos independents i arcades de mig punt. L'església conventual té la façana exterior més diferenciada i amb un xicotet jardí d'accés. La façana del carrer de Balmes té menys interés, tot i que hi està l'accés al convent.
L'església conventual té planta de creu llatina i és d'una nau amb capelles laterals i capçalera poligonal; aquesta, amb bòveda de mig canó, i d'aresta la capella major; no té torre. La decoració interior és classicista, molt recent i tots els retaules i imatges de l'església són actuals exceptuant una manisa del segle xiii, de 2,75 per 1,75 m, representant l'Anunciació, a la capella major. A la façana també s'hi troba un relleu pètri modern del mateix tema. A la primera capella de la dreta, la de santa Anna, s'hi conserva una estàtua sepulcral deteriorada de na Marcela Soler de Tafalla, morta el 1629, amb sòcal de rajoles pot ser de Triana. La imatge de la Mare de Déu del Carme és obra de l'esculptor José Romero Tena, realitzada en substitució de l'anterior destruïda l'any 1936.
A l'interior s'hi troba una imatge sedent de la Mare de Déu del segle xiii, anomenada «la Moreneta» i considerada com una de les més antigues (sinó la que més) de la ciutat.